# Nagelsgaul
Nagelsgaul ist eine Ortschaft in der Gemeinde Wipperfürth im Oberbergischen Kreis im Regierungsbezirk Köln in Nordrhein-Westfalen (Deutschland).

## Lage und Beschreibung
Der Ort liegt im Südosten der Stadt Wipperfürth an der Stadtgrenze zu Marienheide. An der südlichen Ortsgrenze fließt der Gaulbach vorbei. Nachbarorte sind Obergaul, Oberholl, Grennebach und Hollmünde.
Der Ort gehört zum Gemeindewahlbezirk 142 und damit zum Ortsteil Dohrgaul.

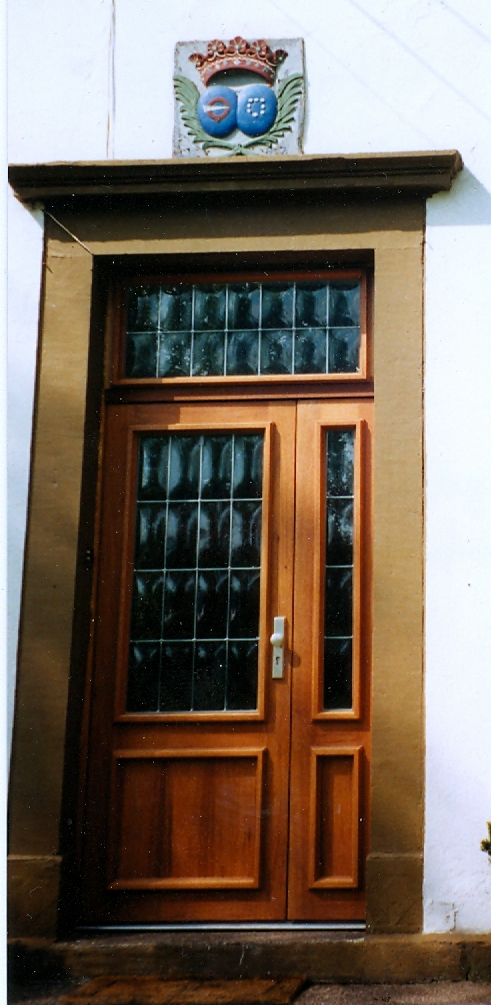
Tür des Gutes Nagelsgaul 2009

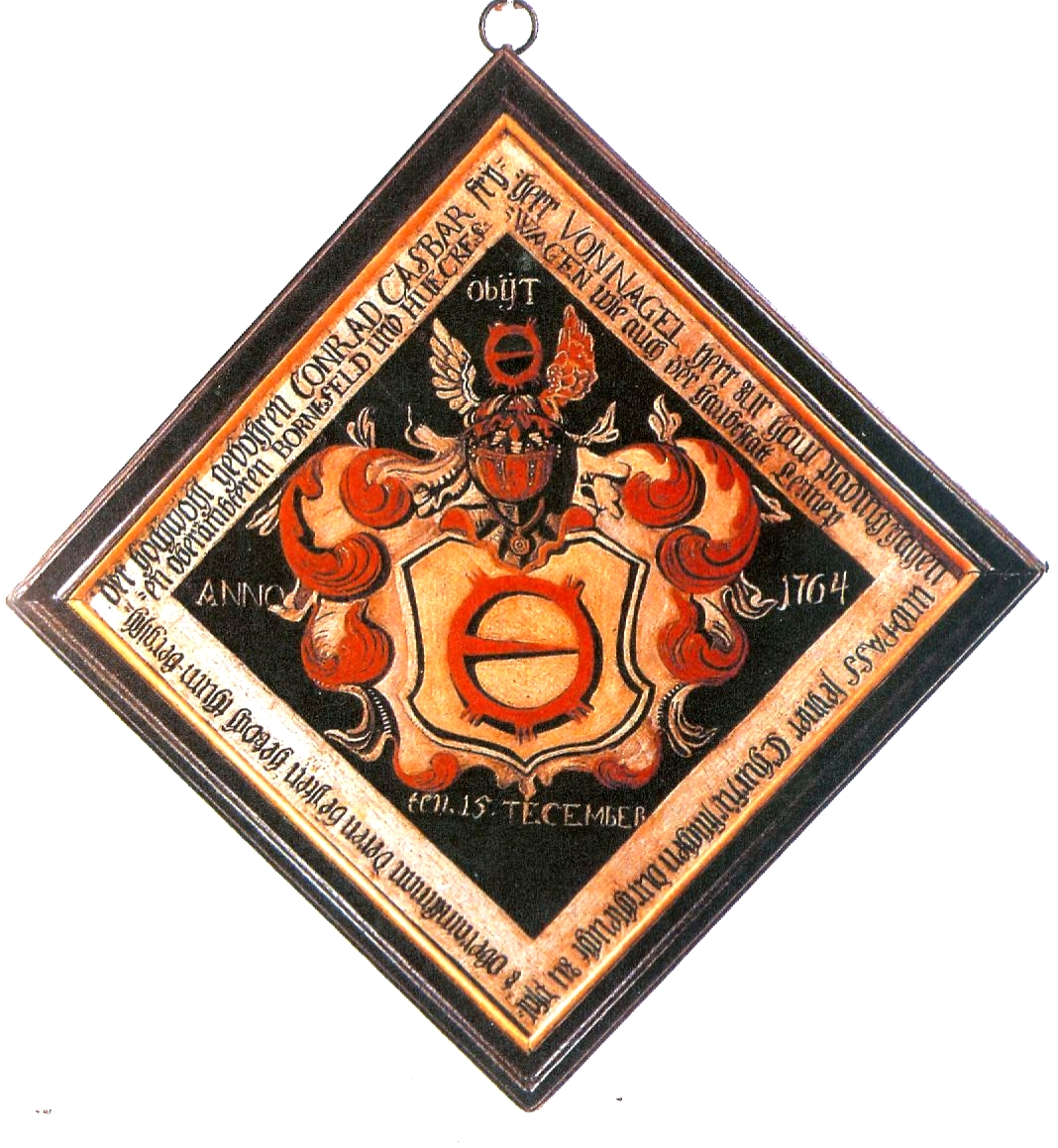
Totenschild des Freiherrn Conrad Caspar von Nagel 1764

## Geschichte
Nagelsgaul ist ein ehemaliger freiadeliger Rittersitz in Wipperfürth. Das Wort "Nagel" stammt von den ehemaligen Eigentümern, dem Geschlecht der Freiherren von Nagel. Das Wort "Gaul" oder mundartlich "jooll" steht für wasserreiche Stelle. Die Erstnennung erfolge im Jahre 1340 am 8. August, der Verlauf der städtischen Bannmeile von Wipperfürth geht über "die Goll tuischen de zwa lomoillen" (Lohmühlen) und wird von Graf Adolf von Berg und seiner Gemahlin Agnes bestätigt. Hiermit ist der Gaulbach gemeint.
Um 1470 wird der Ort unter der Bezeichnung „Goyll“ in einem Güterverzeichnis des Amtes Steinbach, als den Kindern des Johan Quad gehörig, genannt.
Über viele Stationen und Familien, z. B. derer vam Huiss gelangte das Gut 1590 an Friedrich von Katterbach. 1651 heiratet Matthias von Nagel die Erbtochter Maria Judith von Katterbach die 1685 den adeligen Rittersitz Gaul an ihren zweiten Sohn Konrad von Nagel überträgt.
Der Familie von Nagel gehörten außer Nagelsgaul die Güter Badinghagen und Listringhausen bei Meinerzhagen sowie Haus Herl bei Köln-Mülheim. Das Wappen derer von Nagel findet sich über der Tür an Haus Nagelsgaul und zeigt einen Nagel oder Dorn in einer Gürtelschnalle.
Die Freiherrn von Nagel waren über viele Generationen Vertreter des Herzogs von Berg als Amtmänner von Bornefeld-Hückeswagen. Das Amt umfasste 1806 Remscheid, Wermelskirchen, Dhünn mit Dabringhausen und Hückeswagen. Im Jahre 1801 erwarb Theodor Heuckelbach, Schöffe und Municipalrat zu Wipperfürth das freiadelige Rittergut Nagelsgaul von den Erben derer von Nagel, dem Freiherrn Raitz von Frentz.
Die Familie des Pulverfabrikanten Cramer aus Krommenohl hat den Kauf der Familie Heukelbach finanziert. Am 21. August 1812 schlossen die Gebrüder Heukelbach und die Gebrüder Cramer einen Vergleich über die Forderungen des Theodor Heukelbach, wonach er auf die Kaufgelder des Nagelsgauler Gutes von 4152 Franc einen Vorzug einräumen musste.
Am 16. Dezember 1812 wurde Nagelsgaul für 18387 Franc oder 6000 Taler an den Kaufherren Johanny aus Hückeswagen versteigert. Urkunden aus dieser Zeit belegen die Zahlungen und Freistellungen von Hypotheken für die Cramers. Verträge liegen vor, in denen die Familien Heukelbach und Küster auf Nagelsgaul von den Johannys Ländereien zurückpachteten. 1814 verkauft der Beigeordnete Börsch und der Nagelsche Gutsverwalter, beide aus Wipperfürth, Erträge aus den von Nagel'schen Gütern für den Armenfond.
Die Topographische Aufnahme der Rheinlande von 1825 zeigt auf umgrenztem Hofraum unter dem Namen „Nagelsgoll“ fünf getrennt voneinander liegende Grundrisse. Ab der Preußischen Uraufnahme von 1840 lautet die Ortsbezeichnung „Nagelsgaul“.
1832 war Nagelsgaul ein kleiner Weiler mit einer mittelalterlichen Wasserburganlage im Süden. Diese sowie der östlich gelegene große und regelmäßig angelegte Teich prägten den Ort wesentlich. Nach Eintragung in der Preußischen Uraufnahme war Nagelsgaul mit einer Steinmauer umgeben. Westlich und östlich des Weilers und der Wasserburg schloss sich das ortsnahe Gartenland an.
Heute sind die denkmalgeschützten wasserführenden Wassergräben um die Insel der Hauptburg noch sehr gut im Gelände ablesbar.

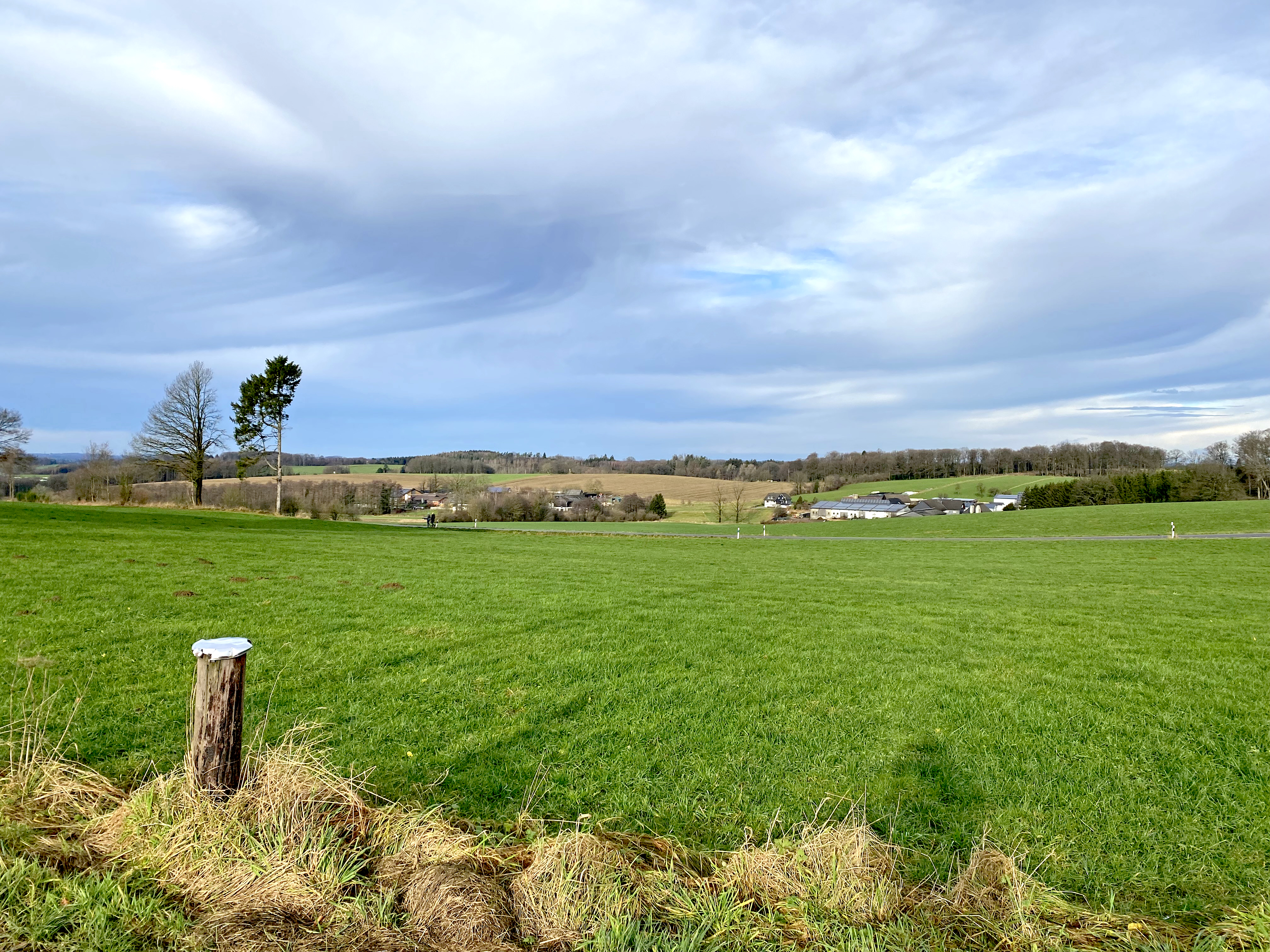
Nagelsgau (links) und Obergaul in der Gaulbachniederung
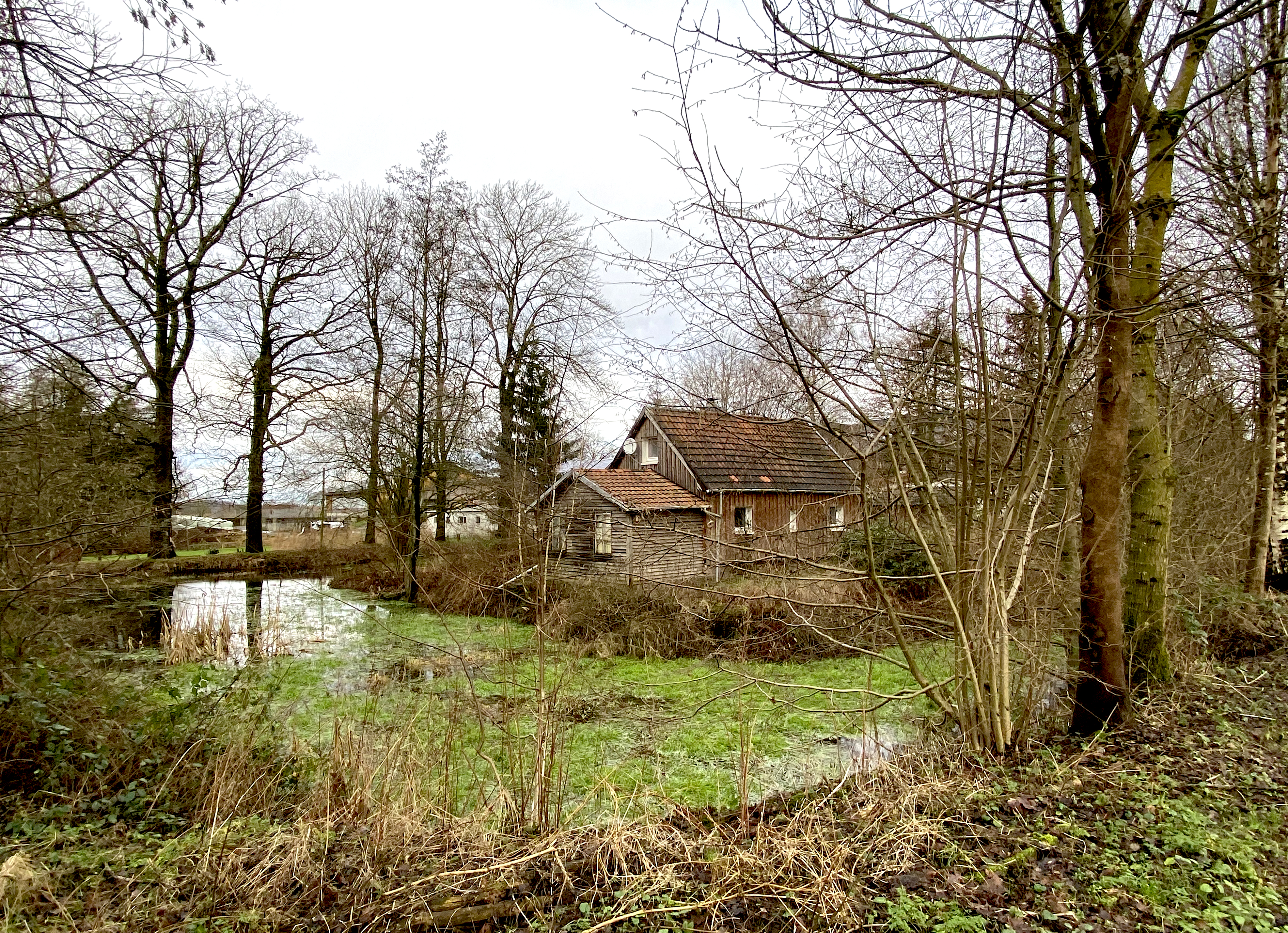
Bodendenkmal Wasserburg Nagelsgau
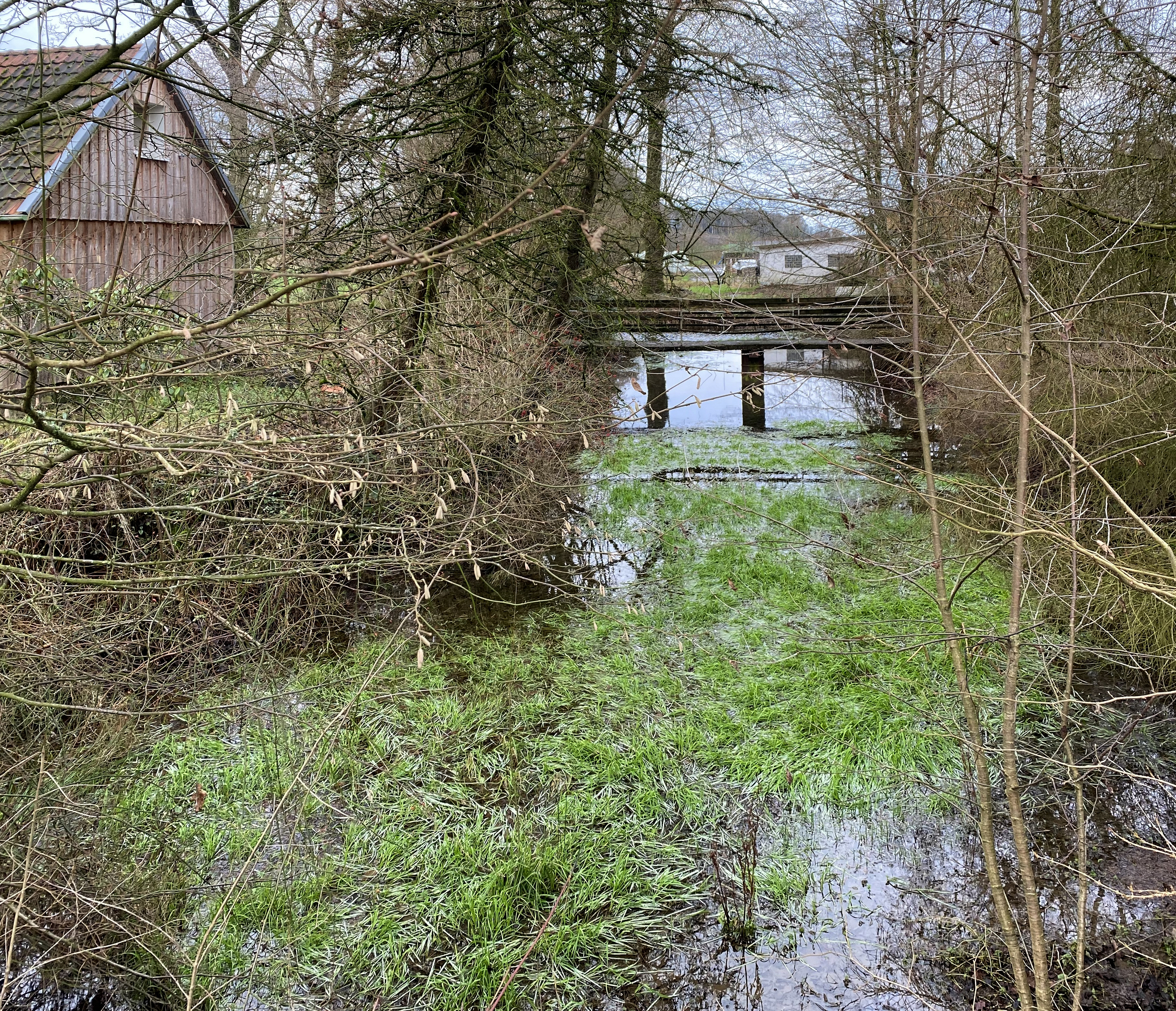
Bodendenkmal Wasserburg Nagelsgau
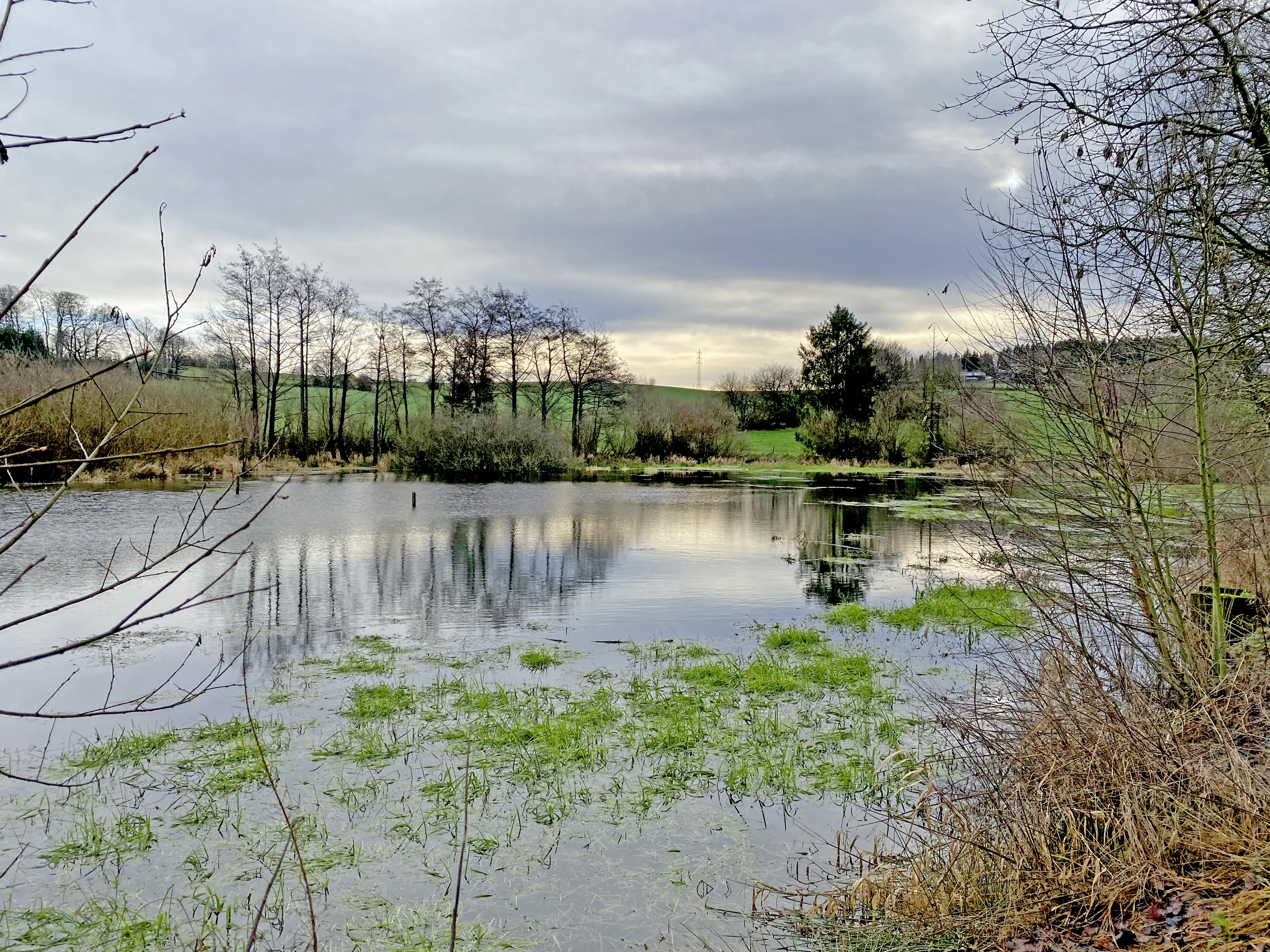
Großer Teich östliche Gut Nagelsgau

## Busverbindungen
Über die Haltestellen Dohrgaul und Mittelweg der Linien 333 und 399 (VRS/OVAG) ist Obergaul an den öffentlichen Personennahverkehr angebunden.

## Wanderwege
Die vom SGV ausgeschilderten Rundwanderwege A3, A4 und der Wipperfürther Rundweg führen durch den Ort.